# Bitwa pod Nakłem (1256)
Bitwa pod Nakłem (1256) – 29 września 1255 roku Msciwój, syn księcia  gdańskiego Świętopełka, zajął Nakło nad Notecią, czym rozpoczął krwawe walki o ten gród. Jeszcze tego samego roku książę wielkopolski Przemysł I wraz z bratem Bolesławem Pobożnym, wspierany przez księcia kujawskiego Kazimierza I przybył pod Nakło. Wobec niemożności zdobycia dobrze bronionego grodu, Przemysł zbudował naprzeciwko nową twierdzę, której zadaniem było ograniczać działanie oddziałów pomorskich. Wiosną 1256 roku Przemysł wraz ze sprzymierzeńcami ponownie przybył pod Nakło i w celu zmuszenia Pomorzan do wycofanie się z grodu uderzył na Raciąż, który spalił. W odwecie Świętopełk pomorski wraz z bratem Raciborem oraz z synami Mściwojem i Warcisławem próbował zdobyć niewygodny i uciążliwy gród pobudowany przez Przemysła. W kwietniu 1256 roku rozpoczęły się krwawe walki oblężnicze. Apogeum walk przypadło na 21 maja, kiedy to Świętopełk podstępem wywabił rycerstwo wielkopolskie na przedpola Nakła i tam krwawo pobił. Pomimo zwycięstwa Pomorzanie nie opanowali „nowego Nakła”, a w zaciętych walkach z Wielkopolanami nastąpił impas. W miejscowości Kcynia 24 lipca 1256 roku doszło do rozmów między Przemysłem i możnowładcami wielkopolskimi a wielkim mistrzem zakonu krzyżackiego Poppo von Osternohe, pośredniczącym między zwaśnionymi władcami. Książę gdański Świętopełk zobowiązał się do zwrotu zagarniętego grodu Nakła po otrzymaniu zapłaty 500 grzywien srebra. Wielkopolanie zaakceptowali warunki Świętopełka, a pokój zawarty w Kcyni zakończył okres walk Wielkopolan z Pomorzanami, co w efekcie pozwoliło na późniejsze zbliżenie się polityczne obu dzielnic, aż do zjednoczenia podczas panowania Przemysła II.

## Literatura
- Bronisław Nowacki "Przemysł I"  wyd. WBP 1999, str. 189-192
- Maciej Dorna Bracia zakonu krzyżackiego w Prusach w latach 1228-1309, Wydawnictwo Poznańskie, Poznań 2004, str. 299-300.